# Toxic Waste
 (juin 2019).
Si vous disposez d'ouvrages ou d'articles de référence ou si vous connaissez des sites web de qualité traitant du thème abordé ici, merci de compléter l'article en donnant les références utiles à sa vérifiabilité et en les liant à la section « Notes et références ».
Toxic Waste est un groupe d'anarcho-punk formé en 1982 dans la banlieue de Belfast, en Irlande du Nord et actif jusqu'en 1986,,.

## Biographie
Le groupe s'est formé en 1982 à Newtownards, Co, Down, après avoir été inspiré par le concert de Crass au Anarchy Centre de Belfast. Avec Phil à la basse, Patsy au chant, Colin McKee (Bangor) à la batterie puis Grub et Marty à la guitare, ils voulaient aller encore plus loin dans la philosophie du Do it yourself et de l'anti-système du punk. Ils jouèrent leur premier concert au West Winds Roadhouse en 1982 et jouèrent régulièrement autour de Bangor, Belfast et la région d'Ards pendant deux ans, dans la même scène que le groupe de Belfast Stalag 17. En 1984, ils s'installèrent à Belfast et rejoignirent par le deuxième chanteur Roy Wallace. Ils ont joué avec Conflict au Manhattan Club, ce qui leur a permis de faire plusieurs enregistrements pour le label de Conflict, Mortarhate. Les membres du groupe étaient impliqués dans le Warzone Collective basé à Belfast, qui comprenait un café végétarien appelé Giros, un espace de répétition pour les groupes et un studio de sérigraphie.
Ils se sont rendus en Europe à deux reprises avant de se séparer en 1986. Roy Wallace a sorti Belfast en 1987, en compagnie de Deno et Gary de DIRT pour réenregistrer les anciens morceaux de Toxic Waste (ainsi que des morceaux inédits). Marty et Roy ont tiré parti de leur expérience acquise au sein de Toxic Waste pour former Bleeding Rectum. Le groupe a été brièvement réactivé en 1991 pour une tournée bénéfice, avec Deno de DIRT au chant.

## Discographie
- 1983 : Unite to Resist (Cassette, autoproduit)
- 1984 : Good Morning sur We Don't Want Your Fucking War (Compilation LP, Mortarhate)
- 1985 : The Truth Will Be Heard (split with Stalag 17) (12" EP, Mortarhate)
- 1986 : We Will Be Free (split with Stalag 17 and Asylum) (LP, Mortarhate)
- 1987 : Belfast (LP, Belfast Records)
- 1988 : We Will Be Free (Compilation LP, Rejected Records)